# Brushton
Brushton – wieś w Stanach Zjednoczonych, w stanie Nowy Jork, w hrabstwie Franklin.